# (30321) McCleary
(30321) McCleary est un astéroïde de la ceinture principale d'astéroïdes.

## Description
(30321) McCleary est un astéroïde de la ceinture principale d'astéroïdes. Il fut découvert le 6 mai 2000 à Socorro (Nouveau-Mexique) par le projet LINEAR. Il présente une orbite caractérisée par un demi-grand axe de 2,22 UA, une excentricité de 0,08 et une inclinaison de 5,2° par rapport à l'écliptique.

## Compléments